# 檜山振興局
| 檜山振興局 管内のデータ    |                                                      |
|                            |                                                      |
| 自治体コード               | 01360-9                                              |
| 発足                       | 2010年4月1日 （檜山支庁から改組）                    |
| 面積                       | 2,630.30 km² （2024年10月1日）                       |
| 世帯数                     | 17,693世帯 （2024年1月1日 住民基本台帳）             |
| 総人口                     | 30,265人 （2025年2月28日 住民基本台帳）              |
| 隣接している 振興局管内    | 渡島総合振興局、後志総合振興局                       |
| 檜山振興局（旧・檜山支庁） |                                                      |
| 所在地                     | 〒043-8558 檜山郡江差町字陣屋町336-3（檜山合同庁舎） |
| 外部リンク                 | 檜山振興局                                           |
| 表 話 編 歴                |                                                      |

檜山振興局（ひやましんこうきょく）は、北海道の振興局のひとつ。
桧山振興局と書く場合もある。
振興局所在地は檜山郡江差町。後志総合振興局、日高振興局と並んで、「振興局所在地が『市』でない振興局」であるとともに、日高振興局と並び、「管内に『市』を持たない振興局」である。
2010年（平成22年）4月1日、檜山支庁に代わって発足した。

## 歴史
- 1897年（明治30年） - 檜山支庁を設置。
- 2005年（平成17年） - 爾志郡熊石町が山越郡（渡島支庁管内）八雲町と合併し渡島支庁へ移管、二海郡八雲町となり檜山支庁から離脱。これに伴い、支庁の所管区域が南北に分断される。
- 2010年（平成22年） - 檜山支庁を檜山振興局に改組。

## 所管
従来の檜山支庁と同一である。
渡島国

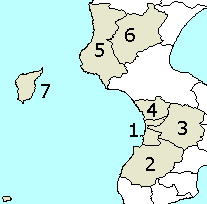
檜山振興局の自治体
1. 江差町2. 上ノ国町3. 厚沢部町4. 乙部町5. せたな町6. 今金町7. 奥尻町

- 檜山郡：江差町 - 上ノ国町 - 厚沢部町
- 爾志郡：乙部町

後志国
- 奥尻郡：奥尻町
- 久遠郡：せたな町
- 瀬棚郡：今金町

14支庁を9総合振興局・5振興局へ再編する北海道総合振興局設置条例では、渡島支庁より改組される道南総合振興局（どうなんそうごうしんこうきょく）の下部組織として設置される予定であったが「格下げ」に対する反発が生じたことから2009年（平成21年）3月に条例を改正。檜山を始めとする5振興局については、総合振興局と同等の地位（地方自治法上の支庁）とされる一方「広域で所管することが望ましい業務」に関しては、隣接する渡島総合振興局が檜山振興局管内を含む渡島・檜山地方全域において事務を担当する。

## 人口
北海道内の9総合振興局・5振興局の中で、最も人口が少ない（2013年）。
| |                                            |  |
| 檜山振興局と全国の年齢別人口分布（2005年） | 檜山振興局の年齢・男女別人口分布（2005年） |  |
| ■紫色 ― 檜山振興局 ■緑色 ― 日本全国 | ■青色 ― 男性 ■赤色 ― 女性                  |  |
| 檜山振興局（に相当する地域）の人口の推移 \| 1970年（昭和45年） \| 77,428人 \| \| \| 1975年（昭和50年） \| 71,012人 \| \| \| 1980年（昭和55年） \| 67,408人 \| \| \| 1985年（昭和60年） \| 63,528人 \| \| \| 1990年（平成2年） \| 57,450人 \| \| \| 1995年（平成7年） \| 53,361人 \| \| \| 2000年（平成12年） \| 51,028人 \| \| \| 2005年（平成17年） \| 46,996人 \| \| \| 2010年（平成22年） \| 42,058人 \| \| \| 2015年（平成27年） \| 37,870人 \| \| \| 2020年（令和2年） \| 33,609人 \| \| |                                            |  |
| 総務省統計局 国勢調査より |                                            |  |
| 1970年（昭和45年） | 77,428人                                   |  |
| 1975年（昭和50年） | 71,012人                                   |  |
| 1980年（昭和55年） | 67,408人                                   |  |
| 1985年（昭和60年） | 63,528人                                   |  |
| 1990年（平成2年） | 57,450人                                   |  |
| 1995年（平成7年） | 53,361人                                   |  |
| 2000年（平成12年） | 51,028人                                   |  |
| 2005年（平成17年） | 46,996人                                   |  |
| 2010年（平成22年） | 42,058人                                   |  |
| 2015年（平成27年） | 37,870人                                   |  |
| 2020年（令和2年） | 33,609人                                   |  |

## その他
道内の振興局、総合振興局では日高振興局・留萌振興局とともに区域内に鉄道が通っていない。過去には江差線、瀬棚線が通っていたがすべて廃止された。なお、建設中の北海道新幹線が新函館北斗駅 - 新八雲駅（仮称）間において振興局内の厚沢部町を経由する予定であるが、全区間が渡島トンネル内であり、駅は設置されない。